# Tetracion tennesseensis
Tetracion tennesseensis är en mångfotingart som beskrevs av Ottis Robert Causey 1959. Tetracion tennesseensis ingår i släktet Tetracion och familjen Abacionidae. Inga underarter finns listade i Catalogue of Life.